# Jiří Střítecký
Jiří Střítecký (14. března 1954 Třebíč – 28. listopadu 2012 Brno) byl český architekt, urbanista, pedagog, grafik a malíř.

## Biografie

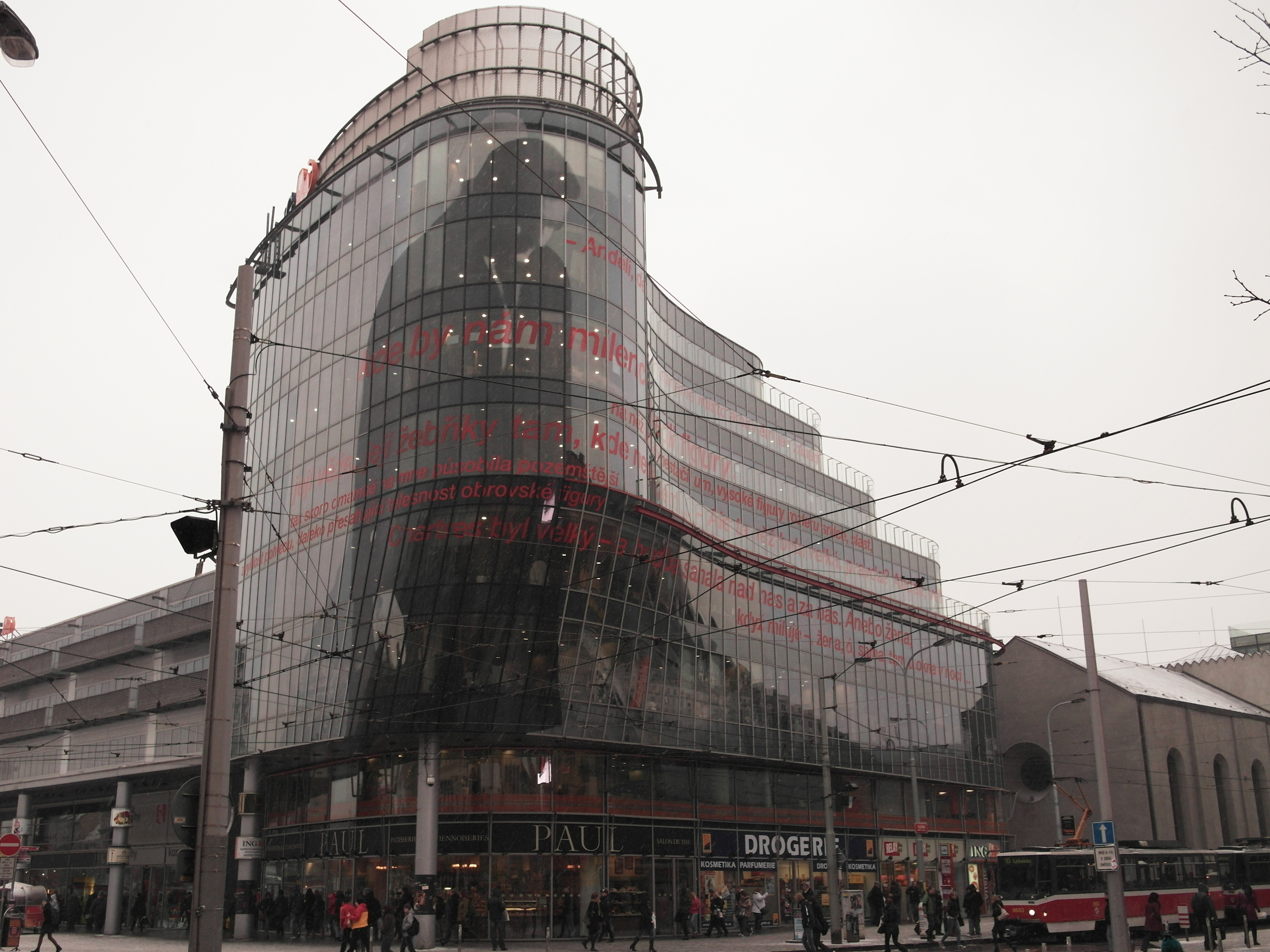
Zlatý Anděl Praha

Ing. architekt Jiří Střítecký se narodil v roce 1954 v Třebíči, vystudoval gymnázium v Třebíči, francouzské lyceum v Tunisu a následně i přes zájem o námořní plavbu nastoupil roku 1974 na Fakultu architektury VUT v Brně, tu absolvoval v ateliéru Jaroslava Drápala v roce 1980. Následně, po absolventské vojenské službě  nastoupil do podniku Drupos v Českých Budějovicích, kde pracoval mezi lety 1980 a 1989 a v letech 1989 a 1990 pracoval v SPÚO Brno. V roce 1990 pak ve spolupráci s Martinem Krupauerem založil architektonické a projekční středisko Ateliér A8000, s kancelářemi v Českých Budějovicích, Praze a v Brně. Spolupracoval s řadou zahraničních architektů, například s francouzským architektem Jean Nouvelem na projektu centra Zlatý Anděl v Praze na Smíchově. U tohoto architekta také v letech 1990–1991 v Paříži pracoval. Projekty ateliéru A8000 jsou zastoupeny ve sbírkách moderního umění v Národní galerii v Praze a byly vybrány do zastoupení České republiky na Světovém bienále architektury v Benátkách 1996. V roce 1997 začal působit jako vedoucí ateliéru na VŠUP v Praze a také na Fakultě architektury VUT v Brně. Zemřel v Brně na rakovinu v roce 2012.

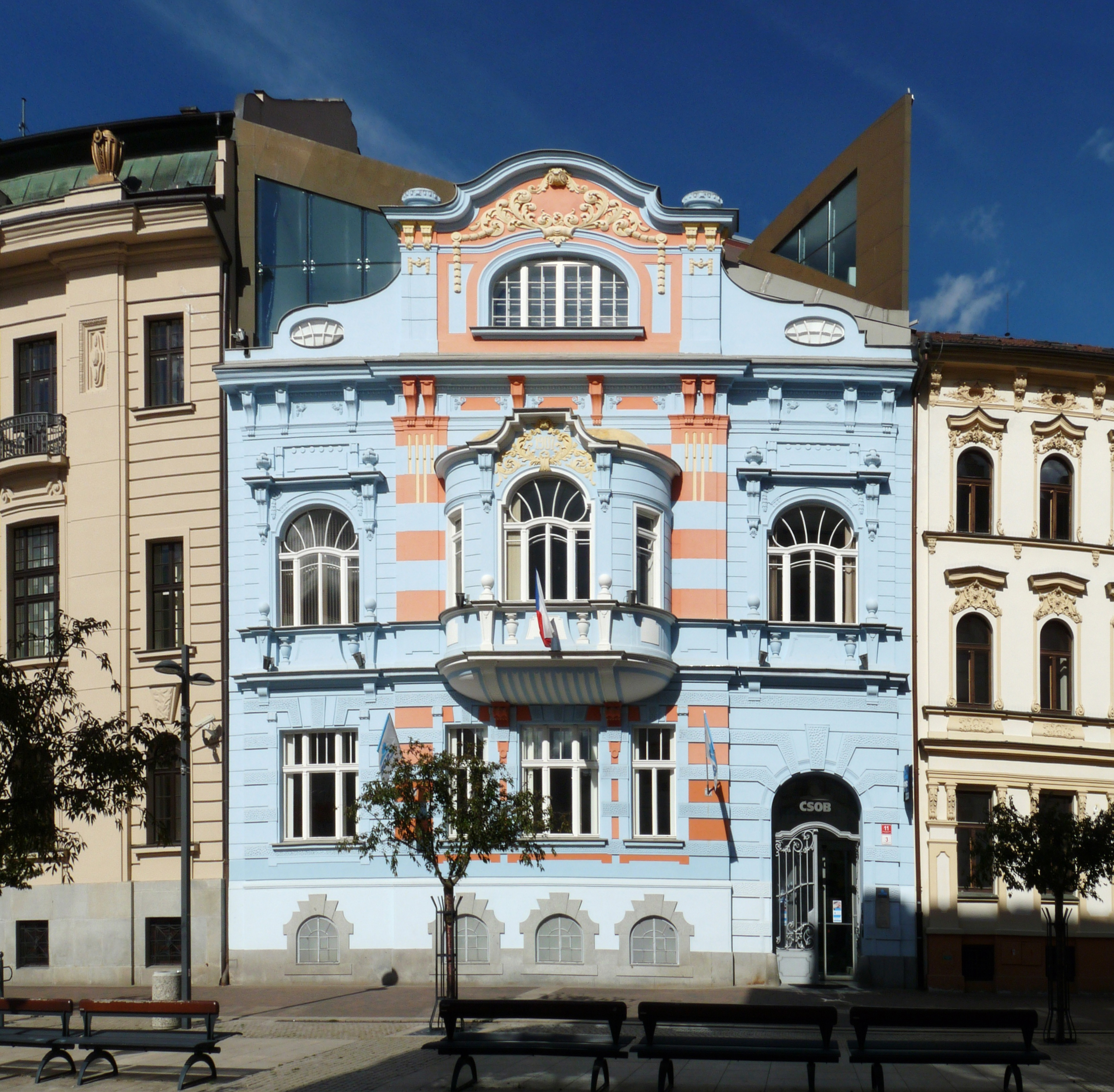
ČSOB v Českých Budějovicích 1994

Měl tři děti, pocházel z pěti dětí. Jeho bratři byli lékaři a sestra byla fyzioterapeutka.

## Realizace
- Zlatý Anděl, Praha[1]
- Československá obchodní banka České Budějovice[5]
- OC IGY, České Budějovice[1]
- DOC Mercury, České Budějovice[1]
- Stará celnice, Praha[10]
- Residenční komplex Hanspaulka, Praha[1]
- OC Laugarício, Trenčín[1]
- Vltavská vodní cesta, Česko[11]
- Povodí Vltavy, České Budějovice[11]
- Jedenáctka, vodní centrum, Praha[11]
- BB Centrum, budova G, Praha[11]
- Pavilon T, Výstaviště České Budějovice[11]
- Factory office centre, Praha[11]
- Forum Karlín, Praha[12]
- Galerie Šantovka, Olomouc[13]
- projekt hotelu pod Kilimandžárem pro Martinu Navrátilovou[9]